# Свистун, Александра Денисовна
Александра Денисовна Свистун (15 июля 1920, село Всесвятское, Мариупольский уезд, Донецкая губерния, Украинская ССР — неизвестно, село Новоукраинка, Марьинский район, Донецкая область) — бригадир колхоза имени Чкалова Ново-Украинского сельсовета Марьинского района Сталинской области, Украинская ССР. Герой Социалистического Труда (1950).

## Биография
Родилась в 1920 году в крестьянской семье в селе Всесвятское (сегодня — Новоукраинка) Мариупольского уезда. С раннего возраста трудилась в сельском хозяйстве. В послевоенное время возглавляла полеводческое звено в колхозе имени Чкалова (после укрупнения в конце 1950-х годов — колхоз имени XXI съезда КПСС) Марьинского района.
В 1949 году звено под её руководством собрало в среднем с каждого гектара по 25,5 центнера подсолнечника на участке площадью 12,6 гектара. Указом Президиума Верховного Совета СССР от 2 июня 1950 года удостоена звания Героя Социалистического Труда за «получение высоких урожаев пшеницы и подсолнечника в 1949 году» с вручением ордена Ленина и золотой медали «Серп и Молот».
Этим же указом званием Героя Социалистического Труда была награждена звеньевая колхоза имени Чкалова Варвара Яковлевна Свистун.
После выхода на пенсию проживала в родном селе Новоукраинка. Дата смерти не установлена.